# Радослав Шикорски
Радо̀слав То̀маш Шико̀рски (на полски: Radosław Tomasz Sikorski), фамилното име срещано и като Сикорски, е полски политолог, журналист и политик от партията „Гражданска платформа“, министър на отбраната (2005 – 2007 г.) и на външните работи (2007 – 2014 г., от 2023 г.). От 24 септември 2014 г. до 23 юни 2015 г. е маршал на Сейма на Третата полска република.  Избран е за евродепутат от „Европейска коалиция“ на изборите за Европейски парламент през 2019 г.

## Биография
Радослав Шикорски е роден на 23 февруари 1963 г. в Бидгошч. През 1981 г. е избран за председател на Ученическия стачен комитет, а през юни заминава за Лондон, където получава политическо убежище след въвеждането на военното положение в страната. Учи философия, политика и икономика в Оксфордския университет, а през 1987 година получава британско гражданство, от което се отказва през 2006 г.
От средата на 1980-те години Шикорски работи като журналист, включително като кореспондент на различни издания в Афганистан и Ангола. Лауреат на наградата на World Press Photo в категория репортажна снимка. Връща се в Полша през лятото на 1989 г.
За кратко е заместник-министър на отбраната (1992), по-късно (1998 – 2001) е заместник-министър на външните работи. По същото време е председател на управителния съвет на Фондация за помощ на поляците на Изток. В периода 2002 – 2005 г. работи за Американския предприемачески институт във Вашингтон и изпълнителен директор на Новата атлантическа инициатива. Организира международни конференции на теми, свързани с реформите в ООН, бъдещето на НАТО и 25-ата годишнина от създаването на Солидарност.
Избран е в Сената на Полша, а малко след това – за министър на отбраната в коалиционно правителство, водено от Право и справедливост. През 2007 г. подава оставка от правителството. Малко по-късно Шикорски е избран в долната камара на парламента, след което седем години е министър на външните работи в правителството на Доналд Туск. През 2008 г. се присъединява към партията „Гражданска платформа“ и е неин заместник-председател от 2010 до 2016 г.
От 24 септември 2014 до 23 юни 2015 г. е маршал на Полския сейм. След изборите за членове на Европейския парламент през май 2014 г. премиерът Д. Туск го предлага за член на Европейската комисия като върховен представител по външната политика.